# Jacob ben Hayim ibn Adoniya
Jacob ben Hayim ben Isaac ibn Adoniya est un éditeur juif espagnol des XVe et XVIe siècles (c. 1470 - avant 1538). 

## Éléments biographiques
Né en Espagne, il quitte son pays natal et se réfugie à Tunis (d'où parfois son surnom de Tunisi) pour échapper aux persécutions qui avaient éclaté au début du XVIe siècle. On le retrouve ensuite à Rome et à Florence, puis à Venise, où il s'installe après avoir été engagé par Daniel Bomberg comme correcteur de la presse hébraïque. Il semble s'être converti au christianisme vers la fin de vie.

## Œuvre
Le nom de Jacob ben Hayim est principalement associé à l'édition Bomberg de la Bible rabbinique (1524-1525). Il y introduit la Massora en marge, et compile en fin d'ouvrage une concordance des notes massorétiques qu'il n'a pas pu insérer. Il s'agit du premier traité sur la Massora jamais produit. Il y adjoint une introduction, où il discute de la Massora, des qeré et ketiv, et des divergences entre les talmudistes et la Massora. Bien que rempli d'erreurs, ce texte fut généralement reconnu comme le « Textus receptus » de la Massora (Würthwein 1995:39), et utilisé pour la traduction anglaise de l'Ancien Testament dans la Bible du roi Jacques. Son excellence dans ce domaine est reconnue même par Élie Lévita qui critique cependant souvent ses choix.
Son introduction à la Bible Rabbinique a été traduite en latin par Claude Capellus en 1667, et en anglais par Christian David Ginsburg (Longman, 1865).
Il a aussi écrit un traité sur le Targoum, joint aux éditions Bomberg du Pentateuque de 1527 et de 1543-1544, et publié des extraits du Darke ha-Nikkud weha-Neginot de Moshe Hanakdan, un traité sur les systèmes de vocalisation et de cantillation massorétiques. Il a en outre révisé l'édition princeps du Talmud de Jérusalem (1523), du Mishneh Torah de moïse Maïmonide, et de nombreuses autres œuvres issues de la presse de Bomberg.

## Source
Cet article contient des extraits de l'article « Jacob ben Hayyim ben Isaac ibn Adonijah » par Joseph Jacobs and Isaac Broydé de la Jewish Encyclopedia de 1901–1906 dont le contenu se trouve dans le domaine public.